# Пало-Верде (национальный парк)
Пало-Верде (исп. Palo Verde) — национальный парк, расположенный в Коста-Рике и являющийся частью заповедной зоны «Темписке», в состав которой входит бо́льшая часть долины одноимённой реки.

## История
Национальный парк Пало-Верде был создан в 70-х годах XX века в силу того, что расположенная на его территория лагуна, а также окружающие её болота являлись миграционной остановкой для более чем 60 видов перелётных птиц.